# كارلوس باييستا
كارلوس باييستا (بالإسبانية: Carlos Ballesta)‏ هو مدرب كرة قدم ولاعب كرة قدم إسباني في مركز الدفاع، ولد في 14 يناير 1955 في أوليروس في إسبانيا. لعب مع ديبورتيفو لاكورونيا.